# Pilitowo
Pilitowo – wieś sołecka w Polsce położona w województwie mazowieckim, w powiecie płońskim, w gminie Płońsk.
W latach 1975–1998 miejscowość administracyjnie należała do województwa ciechanowskiego. Położona 1 km od trasy nr 7 Warszawa - Gdańsk i około 3 km od Płońska w kierunku Warszawy.
Przemysł: 
- Cegielnia "NOWINA" - nieczynna
- Zakład Przetwórstwa Mięsnego- obecnie nieczynny